# Scorpaenopsis palmeri
Scorpaenopsis palmeri és una espècie de peix pertanyent a la família dels escorpènids.

## Hàbitat
És un peix marí, associat als esculls de corall i de clima subtropical (27°S-28°S).

## Distribució geogràfica
Es troba al Pacífic occidental central: és un endemisme del nord-est d'Austràlia.

## Observacions
És inofensiu per als humans.